# Геммула

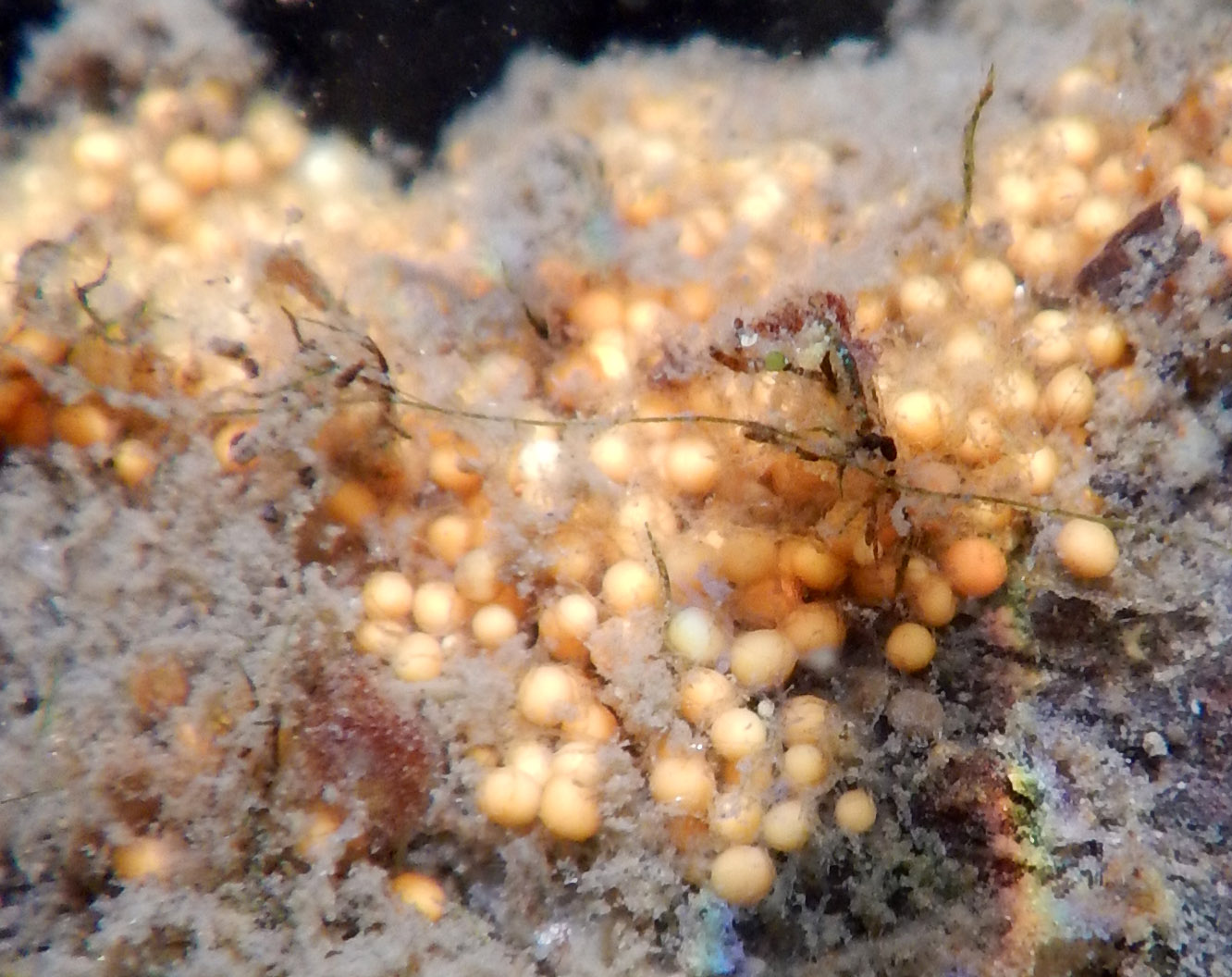
Геммулы пресноводной губки Spongilla lacustris, север Франции

Ге́ммула — покоящаяся стадия (внутренняя почка), предназначенная для переживания неблагоприятных условий, а также распространения губок. Состоит из амебоидных клеток, богатых питательными веществами и окружённых защитной оболочкой. Пресноводные и некоторые морские губки образуют геммулы в количестве сотен и тысяч. 

## Строение
Снаружи геммула покрыта неклеточной защитной оболочкой, а внутри неё находится масса плюрипотентных клеток и тезоцитов (неактивных археоцитов), заполненных резервным веществом. Геммулы развиваются из полипотентных ядрышковых амебоцитов (археоцитов). В начале геммулогенеза они направленно перемещаются к определённым участкам мезохила, образуя плотные скопления диаметром 250—500 мкм. Некоторые из этих археоцитов далее активно фагоцитируют другие археоциты в скоплении (питающие клетки), и в цитоплазме первых формируются характерные желточные скопления. У губок, содержащих в мезохиле зоохлореллы, последние также захватываются археоцитами и далее в покоящемся состоянии накапливаются в тезоцитах. Вокруг скоплений образуются два слоя клеток: внутренний из уплощённых археоцитов и наружный из спонгиоцитов, образующих столбчатый слой. В состав столбчатого слоя встраиваются микросклероциты с микросклерами. Оболочка геммулы начинает образовываться на одном полюсе и далее распространяется к противоположному, где образуется микропиле — участок оболочки, свободный от спикул. Далее клетки оболочки разрушаются, и в ней остаются только микросклеры и спонгин. При геммулогенезе водоносная система и мезохил материнской губки значительно или полностью дезогранизуются. Периодически тело губки отмирает и полностью распадается, так что остаются только геммулы. Молодые губки, развивающиеся из геммул и личинок, могут сливаться с другими молодыми губками того же вида, формируя одну жизнеспособную губку.

## Устойчивость
Геммулы чрезвычайно стойки ко многим неблагоприятным факторам и могут прорастать даже после двухмесячного содержания при температуре −80 °С и даже −100 °С. Четверть геммул прорастает после четырёхмесячного обезвоживания при температуре 5 °С. Специалисты, изучающие губок, нередко хранят увлажнённые геммулы в холодильнике и проращивают их для экспериментов или наблюдений.

## Образование и прорастание
Как правило, геммулы образуются осенью. Осенние геммулы пресноводных губок могут входить в состояние диапаузы, при котором метаболическая активность клеток почти полностью подавлена. Именно геммулы в состоянии диапаузы демонстрируют высокую устойчивость к неблагоприятным факторам. Сигналом для их прорастания служат определённые значения температуры, освещенности, влажности, ионного состава воды. При прорастании (обычно это происходит весной) неклеточная оболочка в районе микропиле разрушается, тезоциты выходят наружу и начинают формировать новую губку. У ряда губок прорастание геммул запускается фотосинтетической активностью симбионтов.
Образование геммул характерно для большинства пресноводных губок, хотя их геммулы демонстрируют различные уровни морфологической сложности. При этом некоторые обыкновенные губки размножаются только бесполым путём. Для многих видов, жизненный цикл которых включает бесполое размножение, характерно чередование полового и бесполого размножения. В частности, в пределах одной губки образование геммул начинается не раньше образования желтка в ооцитах из-за конкуренции за клеточный материал. Этим же обусловлено и снижение активности полового размножения во время бесполого размножения. У многих пресноводных губок бесполое размножение усиливается вслед за половым и завершает активную фазу жизненного цикла в популяциях губок, обитающих в нестабильных условиях.